# A. L. Barker
Audrey Lilian Barker, mais conhecida como A. L. Barker (Pat Bourne era o nome de casada, e Pat como a conheciam seus amigos) (St Pauls Cray, 13 de abril de 1918 – 21 de fevereiro de 2002) foi uma novelista e contista britânica.

## Obras publicadas
Novelas
- Apology for a Hero (1950)
- A Case Examined (1965)
- The Middling (1967)
- John Brown's Body (1970)
- Source of Embarrassment (1974)
- Heavy Feather (1978)
- Relative Successes (1984)
- The Gooseboy (1987)
- The Woman Who Talked to Herself (1989)
- Zeph (1992)
- The Haunt (1999)

Relatos
- Innocents (1947)
- Novelette, with Other Stories (1951)
- The Joy-Ride and After (1963)
- Lost Upon the Roundabouts (1964)
- Femina Real (1971)
- Life Stories (1981)
- No World of Love (1985)
- Any Excuse for a Party (1991)
- Element of Doubt (1992)
- Seduction (1994)
- Submerged (2002)